# Iepê (ort)
Iepê är en ort i Brasilien.   Den ligger i kommunen Iepê och delstaten São Paulo, i den södra delen av landet, 800 km söder om huvudstaden Brasília. Iepê ligger 418 meter över havet och antalet invånare är 7 627.
Terrängen runt Iepê är platt, och sluttar söderut. Runt Iepê är det ganska glesbefolkat, med 34 invånare per kvadratkilometer..
Omgivningarna runt Iepê är en mosaik av jordbruksmark och naturlig växtlighet.